# Exochaenium pygmaeum
Exochaenium pygmaeum är en gentianaväxtart som beskrevs av Milne-redhead. Exochaenium pygmaeum ingår i släktet Exochaenium och familjen gentianaväxter. Inga underarter finns listade i Catalogue of Life.